# Palatul Salerno din Napoli

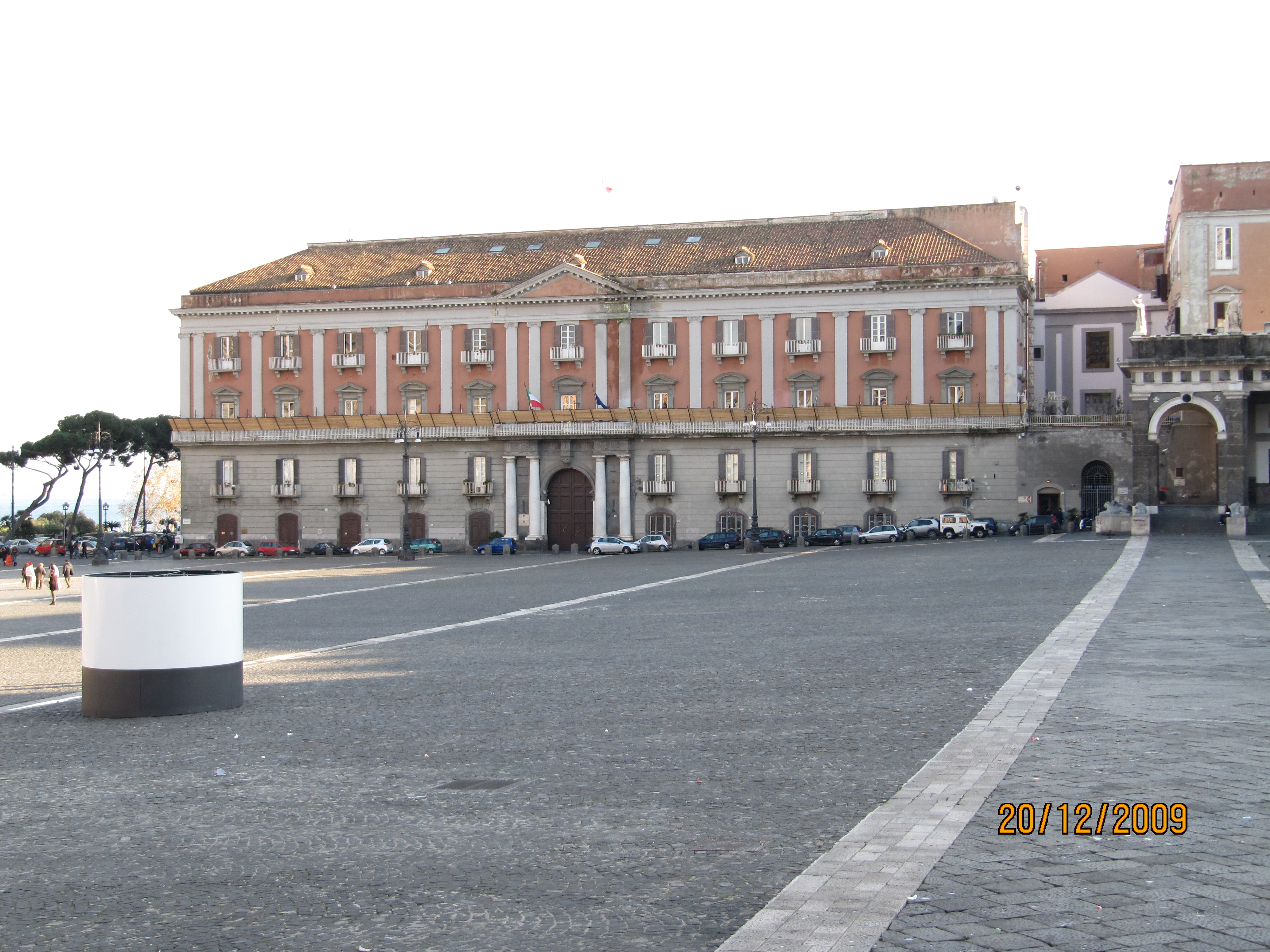
Faţada palatului Salerno

Palatul Salerno (în italiană Palazzo Salerno) este un palat din centrul orașului Napoli, situat pe partea stângă a Piaței Plebiscitului. A fost construit la sfârșitul secolului al XVIII-lea după un proiect al arhitectului Francesco Sicuro.

## Istoric
Palatul este rezultatul unei transformări arhitecturale a unei foste mănăstiri situate în apropierea Palatului Regal și era destinată să-i adăpostească pe cadeții regali ai regelui Ferdinand al IV-lea al Neapolelui.
Numele său provine de la numele unuia dintre fiii lui Ferdinand al IV-lea, ducele de Salerno, Leopold de Bourbon și Sicilia, numit prinț de Salerno în 1817.
Lucrările au început în 1775, iar clădirea era destinată inițial pentru corpul de elită al armatei Regatului Neapolelui. În 1791 a devenit prima reședință a ministrului Joseph Acton și succesiv sediul miniștrilor de stat până în 1825. După anexarea Regatului Neapolelui la Regatul Piemontului în 1860, palatul a devenit sediul comandantului militar al provinciile napoletane, generalul Enrico Morozzo Della Rocca. Astăzi, palatul este reședința comandantului general al forțelor armate din sudul Italiei.
Palatul Salerno a găzduit, de asemenea, „cafeneaua turcească”, o celebră adunare literară și artistică.

## Arhitectură
Palatul are o fațadă realizată în stil neoclasic asemănătoare cu cea a palatului de vizavi, Palazzo della Foresteria, actualmente sediul prefecturii. Aripa marginală a clădirii poartă încă numele de "Palazzo Croce", un nume derivat din prezența Bisericii "Santa Croce di Palazzo".